# Baijiu
Baijiu (en chino simplificado, 白酒; pinyin, báijiǔ; literalmente, ‘licor blanco (claro)’), también conocido como shaojiu, es un licor destilado claro chino, típicamente a 40%-50%. Cada tipo de baijiu usa un tipo distinto de qū durante el proceso de fermentación en la destilería para el perfil de sabor distintivo y característico. 
Báijiǔ es un líquido claro generalmente destilado del sorgo fermentado, aunque se pueden usar otros granos; algunos estilos chinos del sudeste pueden emplear arroz o arroz glutinoso, mientras que otras variedades chinas pueden usar trigo, cebada, mijo o incluso Coix lacryma-jobi var. ma-yuen (yìyǐ). El cultivo iniciador qū utilizado en la producción de baijiu generalmente está hecho de grano de trigo pulverizado o arroz al vapor.
Debido a su claridad, el baijiu puede parecer similar a otros licores de Asia Oriental, pero a menudo tiene un contenido de alcohol significativamente mayor que, por ejemplo, el shōchū japonés (25%) o el soju coreano (20–45%). A pesar de ser un espirituoso blanco, su sabor se asemeja más a un espirituoso rico como el whisky en términos de complejidad de sabor y sensación. 
Baijiu es el espirituoso más vendido del mundo, con cinco mil millones de litros vendidos en 2016. Ese número ascendió a 10.8 mil millones de litros vendidos en 2018, más que whisky, vodka, ginebra, ron y tequila combinados. La popularidad de Baijiu en China lo convierte en el espirituoso más consumido del mundo, pero fuera de China no es muy conocido.

## Historia
El licor se ha destilado en China desde al menos la dinastía Yuan, aunque el baijiu comenzó a parecerse a su forma actual en torno a la dinastía Ming. Baijiu se caracteriza por la fermentación y destilación en estado sólido utilizando un cultivo de granos llamado qū, que permite la sacarificación y fermentación simultáneas. Esta es una característica típica de los licores producidos en el este de Asia. El baijiu chino siempre se destila del grano, se produce en lotes y se mezcla. 

## Forma de servir
Los chinos tradicionalmente sirven baijiu puro a temperatura ambiente. Baijiu se sirve en vasos o tazas pequeñas, aunque los vasos varían según la región. Es tradicional beber baijiu con alimentos en lugar de hacerlo solo, aunque a menudo se infunde con frutas o hierbas y especias medicinales. En 2007, un informe en la revista Time mencionó la integración del baijiu en cócteles, y con el paso del tiempo diversos bares de todo el mundo han agregado baijiu a sus programas de coctelería.

## Precios
Los baijiu de baja graduación pueden ser económicos, pudiendo comprarse una botella de aproximadamente 250 ml por el mismo precio que una lata de cerveza. Sin embargo, los que poseen graduaciones más altas, que a menudo se envejecen durante muchos años, pueden tener precios mucho más altos. La botella con mayor graduación de la marca Wuliangye se vende por CN¥26,800 (unos $ 3 375 dólares). Algunas marcas populares de baijiu incluyen Kweichow Moutai, Red Star Erguotou, Luzhou Laojiao y Wuliangye. 
Según Barron's, el baijiu es la categoría de bebidas espirituosas más grande del mundo, con 1.200 millones de cajas de nueve litros consumidas en China en 2018. Esto es tres veces el consumo global de vodka.

## Clasificación

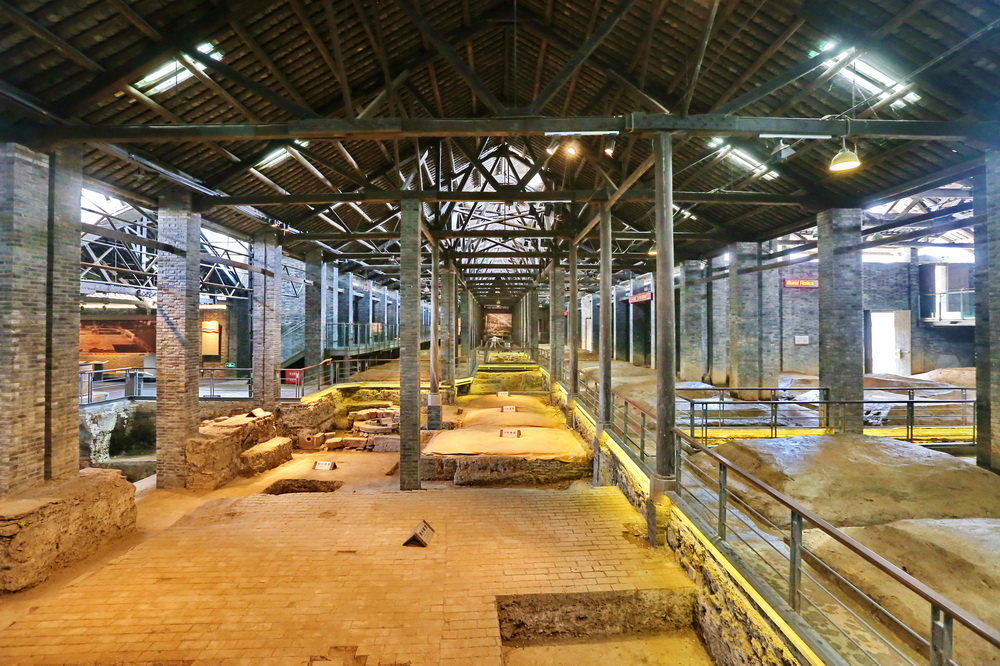
La destilería Shuijing. Cada destilería de baijiu tiene su propio qū que contiene un microbioma específico que desarrolla su perfil de sabor característico de marca. Los canales en los que se cultiva qū son una parte tradicionalmente inseparable de la destilería.

A diferencia del huangjiu, que tiene una amplia variedad de métodos de clasificación, el gobierno chino clasifica el baijiu lingüísticamente por su aroma, aunque los estilos se distinguen por métodos de producción, ingredientes y otras variaciones regionales. Baijiu tiene un olor y sabor distintivos muy valorados en la cultura culinaria china, y los entendidos se centran especialmente en su fragancia. Este sistema de clasificación comenzó en 1952 y se actualizó en agosto de 1979 en la tercera competencia nacional de baijiu celebrada en Dalián. Aun así, durante la competencia, los expertos calificaron varios baijiu en función de su sabor en lugar de su aroma.
Las cuatro categorías principales de baijiu, que representan la mayoría del mercado, son: aroma fuerte, aroma ligero, aroma de salsa (o aroma sabroso) y aroma de arroz. Las siguientes categorías de aroma son traducciones directas de las clasificaciones chinas actuales. 
Tenga en cuenta que "xiang", pronunciado como "she-ung" (IPA: ['ʃɪʌn]), significa aroma y se usa intensamente para describir el perfil de sabor del baijiu. 
- Nongxiang (浓香, nóngxiāng; aroma fuerte): clase A de licor destilado que es de sabor dulce, untuosa en la textura, y suave, con una fragancia duradera suave aportado por los altos niveles de ésteres, principalmente hexanoato de etilo,[19] que entregan al espirituoso un fuerte sabor a piña, plátano y anís. La mayoría de los licores de esta clase se destilan del sorgo, a veces en combinación con otros granos, fermentados continuamente en pozos de lodo. Este estilo se conocía anteriormente como Luxiang "Lu aroma" (泸香, lúxiāng), ya que se cree que fue inventado en la destilería Luzhou Laojiao en Luzhou, provincia de Sichuan. Otros ejemplos notables de este tipo de licor son Wuliangye de Yibin, Sichuan; Jiannanchun de Mianzhu, Sichuan; y Yanghe de Suqian, provincia de Jiangsu.
- Qingxiang (清香, Qingxiang; aroma ligero, "Q-" s pronunciado "CH-"): delicado, seco y ligero, con una suave y limpia sensación en la boca. Los sabores de este licor destilado son aportados principalmente por acetato de etilo y lactato de etilo,[20] y le dan un sabor a fruta seca con notas florales. Está hecho de sorgo fermentado en un recipiente de piedra con qū hecho de salvado de trigo o una combinación de cebada y guisantes. Los dos estilos principales de este licor son Fenjiu (汾酒, fénjiǔ) de Shanxi y Erguotou (二锅头, èrguōtóu) de Pekín, el último de los cuales se conoce como Kaoliang (高粱, gāoliáng, lit. 'sorgo') en Taiwán. Anteriormente este estilo se llamaba Fenxiang "Fen-aroma" (汾香, fēnxiāng) después de la destilería Xinghuacun -Fenjiu.
- Jiangxiang (酱香, Jiangxiang; aroma sabroso): Un fragante licor de sorgo destilado de carácter audaz, llamado así por su similitud en sabor a las pastas de frijoles fermentados chinos y las salsas de soya. Está hecho de sorgo fermentado repetidamente en pozos de ladrillo de piedra. Tiene grandes cantidades de compuestos de éster, que imparten un sabor salado umami en capas. Para los iniciados, se considera un complemento para alimentos conservados y encurtidos (酱菜, jìangcài). Esta clase se conocía anteriormente como Maoxiang "Mao-aroma" (茅 香), después del espirituoso más conocido de esta clase, Maotai.
- Mixiang (米香, mǐxiāng; aroma de arroz): esta clase de licor se ejemplifica con el baijiu destilado del arroz, como Sanhuajiu (三花酒) de Guilin, provincia de Guangxi. Esta fragancia tiene una larga historia y se elabora a base de arroz con Rhizopus spp.-tipo qu entrantes (小曲, xiǎoqū, lit. 'pequeño qu').[10] Tiene una sensación limpia y un ligero aroma, dominado por el lactato de etilo con menores aportes de sabor por el acetato de etilo.

Otros aromas incluyen: 
- "Chi" xiang (豉香, chǐxiāng; sabor douchi/douban), también " Zhi" xiang (脂 香, zhīxiāng; aroma graso): llamado así por douchi, el popular condimento chino hecho de frijol fermentado, este es un arroz salado. Baijiu basado en Guangdong notable por la adición de grasa de cerdo durante el proceso de envejecimiento.
- Fuyu xiang (馥郁 香, fùyùxiāng; aroma extra fuerte): esta categoría se refiere al licor producido por la destilería Jiugui (酒鬼) en Hunan. Destilado de sorgo, arroz, arroz glutinoso, trigo y maíz que ha sido fermentada con gran qu y pequeño qu medicinal.
- "Laobaigan" xiang (老白干 香, lǎobáigānxiāng; aroma de laobaigan): similar al baijiu de aroma ligero, pero fermentado con gran qu a base de trigo y embotellado a prueba extremadamente alta. Muy a menudo asociado con la destilería Hengshui Ruitian (衡水 瑞 天) en Hebei.
- Yao xiang (药 香, yàoxiāng; aroma medicinal): un licor picante que se origina en la destilería Dongjiu (董 酒) en Guizhou. El aroma de la medicina se destila de la combinación de dos purés de sorgo fermentados en foso separados, uno fermentado con trigo qu en un hoyo grande y otro fermentado con arroz medicinal qu en un hoyo pequeño.
- Jian xiang (兼香, jiānxiāng; aroma mixto): una clase de licores destilados que es una mezcla de dos o más variedades de baijiu. Como tal, los licores de esta clase varían ampliamente en su aroma, sensación en la boca y sequedad.
- Feng xiang (凤香, fèngxiāng; aroma estilo Xifeng): una clase de licor destilado fermentado en pozos de barro y envejecido en recipientes de ratán. Los licores de esta clase tienen un sabor afrutado similar al baijiu de aroma fuerte, pero también una calidad más terrosa y un acabado expansivo. Un ejemplo de este tipo de licor es Xifengjiu del condado de Fengxiang en Shaanxi.
- Zhima xiang (芝麻香, zhīmaxiāng; aroma de sésamo): una clase de licor destilado de sorgo, mijo o cebada en pozos de piedra con pisos de barro. Inventado por la destilería Jingzhi en la década de 1950, el aroma de sésamo emplea técnicas de producción similares al aroma de salsa baijiu, y tiene un sabor a nuez carbonizado.
- Xiaoqu Qingxiang (小曲清香, xiǎoqū qīngxiāng; qingxiang con qu pequeño en lotes): un estilo de baijiu destilado a partir de sorgo que se ha fermentado con qu pequeño a base de arroz.
- Te xiang (特香, tèxiāng; aroma especial de la destilería Si'te): un baijiu a base de arroz fermentado en pozos de ladrillo con gran qu, se origina en la destilería Si'te (四特) en Jiangxi, donde se originó el icónico Si'tejiu.

## Tipos

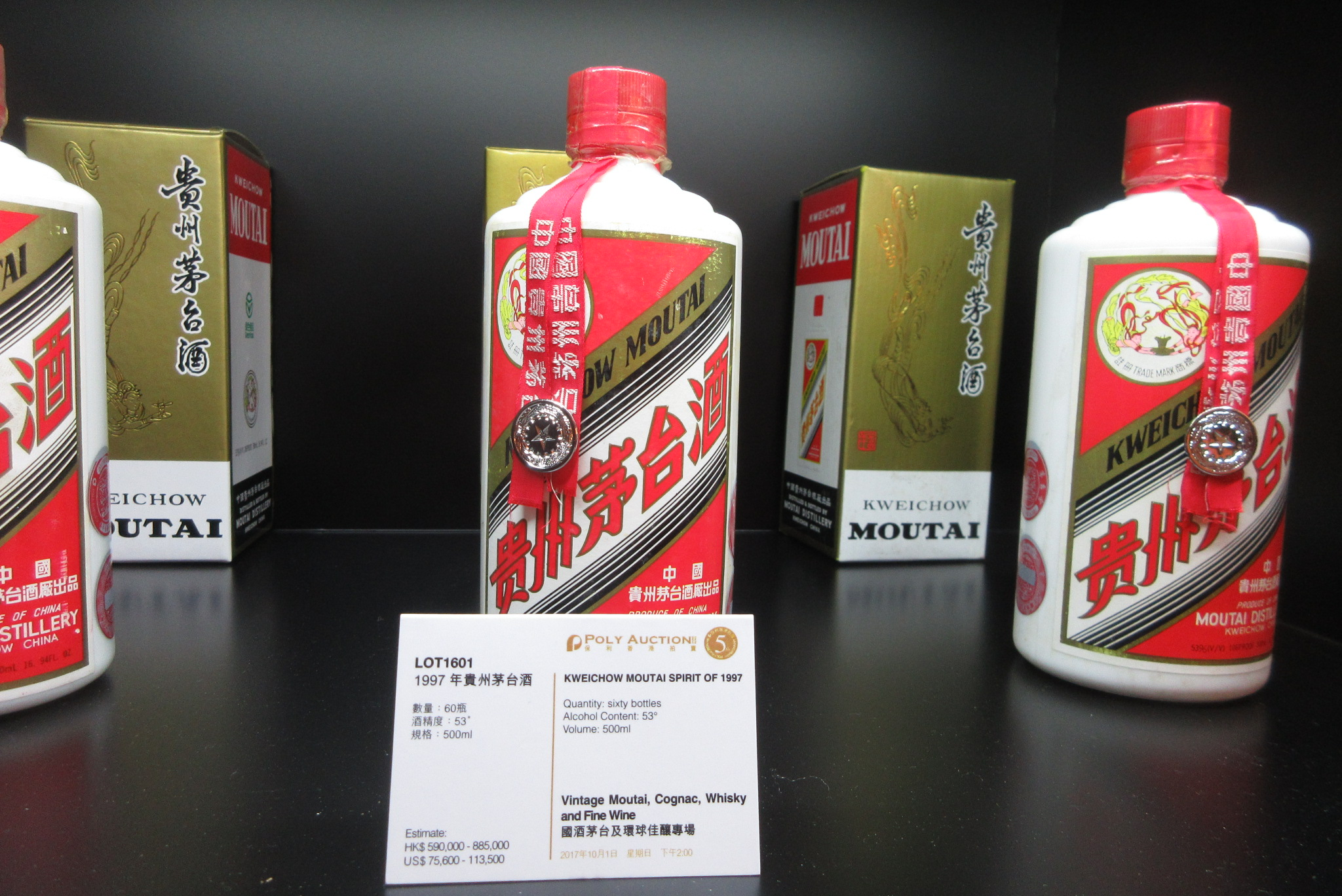
Moutai.

La fabricación de alcohol en China es anterior al baijiu por miles de años. En ese momento ya había una serie de variaciones regionales en la técnica de producción de alcohol en todo el país, y algunas de ellas se han incorporado a la fabricación de baijiu. La práctica de infundir alcohol con hierbas, especias, frutas y otros ingredientes tiene sus raíces en la medicina tradicional china, pero también se hace únicamente por sabor. La práctica de la infusión espirituosa es una práctica común en toda China.

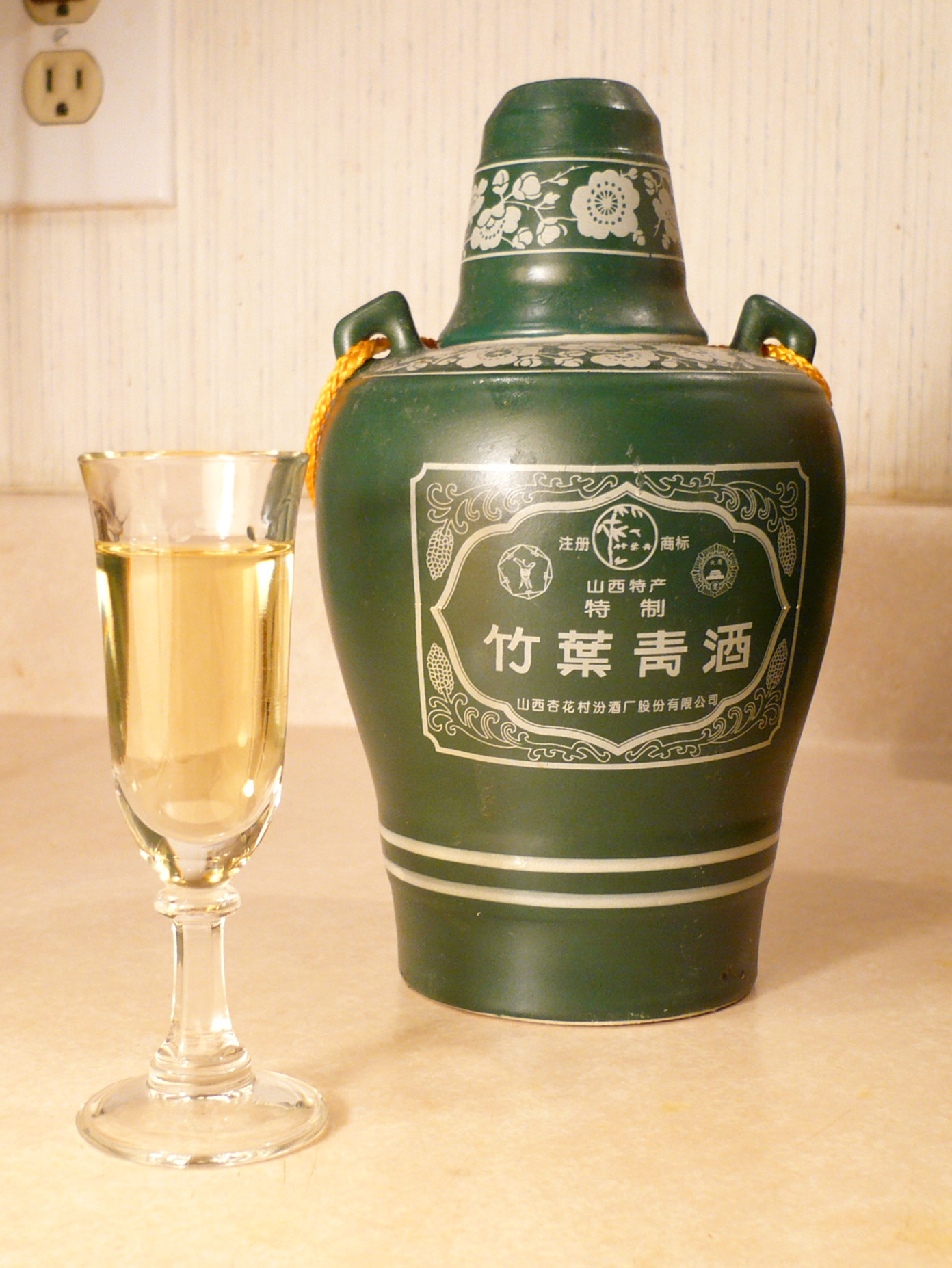
Un vaso y una botella de Zhuyeqing jiu de la provincia de Shanxi.

### Subcategorías y variaciones regionales
- Daqujiu (大麴酒, Dàqūjiǔ): Originario de Sichuan. Este licor está hecho con sorgo y trigo qu y se fermenta durante dos o tres meses en pozos de barro. También conocido como baijiu de aroma fuerte.
- Erguotou (二锅头, Erguotou, lit. "cabeza de la segunda olla") es una variante de baijiu ligero aroma. A menudo es económico y, por lo tanto, particularmente popular entre los trabajadores manuales en el norte y el noreste de China. Es probablemente el baijiu más comúnmente alcohólico en Beijing y con frecuencia se asocia con esa ciudad. Estrella Roja (红星, Hóngxīng) es una marca popular.
- Fenjiu (汾酒, fénjiǔ): el alcohol de grano en Fenyang, Shanxi se remonta a las dinastías del norte y del sur (550 dC). Más comúnmente asociado con la destilería Xinghuacun, Fenjiu es un sorgo baijiu de aroma ligero fermentado con qu hecho de cebada y guisantes.
- Gaoliangjiu (高粱酒, gāoliángjiǔ): Kaoliang es una antigua ortografía romanizada de la palabra china para sorgo, gaoliang (高粱). El licor se origina en Dazhigu (大直沽, al este de Tianjin), apareciendo por primera vez en la dinastía Ming. Taiwán es el principal productor de licor Kaoliang. Es un baijiu de aroma ligero.
- Sanhuajiu (三花酒, Sānhuājiǔ, lit. "Licor de tres flores"): foto un baijiu de arroz hecho en Guilin que toma prestado técnicas de la tradición local del vino de arroz. Es famoso por la adición de hierbas fragantes y el uso de agua de manantial del monte Xiang en la región.
- Shuangzhengjiu (雙 蒸 酒, shuāngzhēngjiǔ, lit. "licor de doble destilación") y Sanzhengjiu (三 蒸 酒, sānzhēngjiǔ, lit. "licor de triple destilación", anteriormente conocido como "samshu"): Dos variedades de baijiu con aroma de arroz del área de Jiujiang en Jiangxi y Guangdong, elaboradas por destilación doble y triple, respectivamente. Su contenido de alcohol por volumen es de 32% y 38-39% respectivamente. "Samshu" era el nombre con el que la mayoría de los viajeros extranjeros conocían el baijiu durante la dinastía Qing.

### Marcas
- La Estrella Roja (红星, hóng xīng ) es una fusión de doce destilerías que ya no son privadas, incluido el creador de erguotou, Yuan Sheng Hao. Se convirtió en la primera licencia comercial de la China comunista.[22]

- Gujing-gongjiu (古井 贡 酒, gǔjǐinggongjiu, lit. "Licor de tributo al antiguo pozo") es un licor chino tradicional hecho de agua de un pozo en Bozhou, provincia de Anhui. La historia comenzó en la dinastía sur y norte (AD196), la gente que vivía en Bozhou descubrió que había un viejo pozo que producía agua muy limpia y dulce, por lo que comenzaron a usar el agua para producir el té y el vino de grano. Era famoso en la antigua China, por lo que la gente se lo dio al emperador Xie Liu de Han como tributo. Es producido por Bozhou Gujinggongjiu Liquor Co., Ltd. en la provincia de Anhui. Varía entre 38 y 50% de alcohol por volumen.
- Guotai (国台酒, Espirituoso Guotai) se destila siete veces para producir un sabor fresco y claro. El auténtico espirituoso está hecho de trigo y sorgo rojo cultivado en el corazón agrícola de China. Guotai utiliza un antiguo proceso de destilación chino.
- Jiannanchun (剑南春, jiàn nán chūn): Jiannanchun es un baijiu producido en la ciudad de Mianzhu, provincia de Sichuan. Mianzhu en la dinastía Tang perteneció a la zona de Jiannan, llamada "Jiannanchun". El agua para la fabricación de licores proviene de Mianzhu, al noroeste de la rara meseta. El agua mineral subterránea de este lugar no se ve afectada por ninguna bacteria extraña o por agua superficial, formando un agua mineral de débil alcalinización natural con excelente calidad.
- Jiugui (酒鬼, jiǔguǐ, lit. "borracho") es un licor destilado transparente hecho de agua de manantial, sorgo, arroz glutinoso y trigo. Es producido por Hunan Jiugui Liquor Co., Ltd. en la ciudad de Zhenwu cerca de Jishou en la prefectura autónoma de Xiangxi Tujia y Miao en la parte occidental de Hunan. Varía entre 38 y 54% de alcohol por volumen.[23]
- Liulingzui Jiu (刘伶醉): Liulingzui se origina en las dinastías Wei y Jin. Se elabora siguiendo estrictamente el proceso tradicional de Cinco Utensilios. Liulingzui ha ganado muchos premios y reconocimientos: el Premio Especial de Oro de la Exposición de París, el primer puesto del Patrimonio Cultural Alimentario de China, el primer puesto de la marca de larga tradición de China, los Productos de Indicación Geográfica Nacional y las Unidades Nacionales de Protección de Reliquias Culturales.
- Luzhou Laojiao (泸州老窖): Luzhou Laojiao es uno de los licores más populares en China, con una historia de más de 400 años. Es conocido por la calidad de su destilación junto con su aroma único y sensación en la boca, la última de las cuales se debe a la arcilla utilizada en el entorno de elaboración, que infunde al espirituoso su sabor.
- Guizhou Moutai (贵州茅台 , Guìzhōu Máotái): este licor tiene una historia de producción de más de 200 años, y originalmente proviene de la ciudad de Maotai en Guizhou. Está hecho de trigo y sorgo con un proceso de destilación único que involucra siete iteraciones del ciclo de elaboración. Este licor se hizo conocido en todo el mundo después de ganar una medalla de oro en la Exposición Panamá-Pacífico de 1915 en San Francisco, California. Mao Zedong sirvió Moutai en cenas estatales durante la visita de estado de Richard Nixon a China, y Henry Kissinger comentó una vez a Deng Xiaoping que "si tomamos suficiente Maotai, podemos resolver cualquier cosa".[24] Contenido de alcohol por volumen: 53%.
- Wuliangye (五粮液, Wǔliángyè) es un licor destilado fuerte y añejo producido en la ciudad de Yibin, en el sur de Sichuan.[25] Su fábrica incluye un Museo de Historia del Licor en sus terrenos.[26] Wuliangye utiliza cinco granos (sorgo, arroz, arroz glutinoso, maíz, trigo) como materia prima, de ahí el nombre de "Bebida de cinco granos". El agua que se utiliza para elaborar Wuliangye es del río Min.
- Yanghe (洋河, yánghé): Yanghe Daqu comenzó a florecer en las dinastías Ming y Qing, y fue presentado como un homenaje a la realeza Qing. Después de la fundación del país, los ciudadanos de todo el país pudieron disfrutar del licor. Tras miles de años de artesanía tradicional, Yanghe Daqu utiliza solo el sorgo de la más alta calidad como base y solo el mejor trigo, cebada y guisantes como agentes de fermentación a alta temperatura.
- Yuk Bing Siu Zau (玉冰燒酒, Yùbīng Shāojiǔ) o roulaoshao (肉醪燒, ròuláoshāo): un licor de arroz cantonés con más de 100 años de historia, hecho con arroz al vapor. Después de la destilación, la grasa de cerdo se almacena con el licor pero se elimina antes del embotellado. Su nombre probablemente deriva del proceso de elaboración de la cerveza: en cantonés, "jade" (yuk) es un homófono de "carne", y bing significa "hielo", que describe la aparición de la grasa de cerdo que flota en el licor. Las cervecerías cantonesas de vino de arroz prosperaron en la dinastía Song del Norte, cuando el área de Foshan estaba exenta del impuesto al alcohol. Contenido de alcohol por volumen: 30%.

### Infusiones populares
- Meigui Lujiu (玫瑰露酒, méiguīlujiǔ, lit. "néctar de la rosa"): variedad de baijiu destilada con una especie especial de rosa y azúcar cristal. Contenido de alcohol por volumen: 54–55%.
- Guihuajiu (桂花酒) es un licor destilado con sabor a guihua, flores dulces de osmanthus. Su contenido de alcohol es 17-18%.
- Wujia pijiu (五加皮 酒, Wǔjiāpíjiǔ): una variedad de baijiu con una selección única de hierbas medicinales chinas (incluida Angelica sinensis) agregada a la infusión. Contenido de alcohol por volumen: 54–55%.
- Zhuye qingjiu (竹葉青酒, zhúyèqīnqjiǔ, lit. "la hoja de bambú verde"): este licor dulce, producido en Shanxi, está hecho de Fenjiu elaborado con una docena o más de hierbas medicinales chinas seleccionadas. Uno de los ingredientes son las hojas de bambú, que le dan al licor un color verde amarillento y su nombre. Su contenido de alcohol oscila entre 38 y 46% por volumen.
- Tuweijiu (荼薇酒, túwéijiǔ) es un licor cantonés producido en la ciudad de Xiaolan cerca de Zhongshan en Guangdong. Está hecho de arroz baijiu, con flores agregadas a mei y jarabe de azúcar cristal. Envejecido por más de un año. 30% de alcohol por volumen.
- Bilujiu (碧綠酒, bìlǜjiǔ, lit. "licor verde jade"): De Wuhan, este licor se infunde con hierbas medicinales chinas y azúcar.
- Baijiu Yulian (御蓮白酒, Yalian báijiǔ): Llamado "Rotal Lotus", se trata de una variedad de baijiu infundidos con veinte hierbas medicinales. Fue producido por primera vez para la familia real china en 1790.
- Chajiu (茶酒, chájiǔ, lit. "el té baijiu") es un producto de origen bastante reciente. Se compone de baijiu aromatizado con hojas de té y bayas de espino. Por lo general, es de color marrón rojizo claro (similar al té oolong) y hay variedades disponibles con té oolong, verde y negro. Chajiu es producido por varios fabricantes, principalmente en la provincia de Sichuan. Aunque su intensidad difiere según la marca y la variedad, el chajiu varía entre 8 y 28% de alcohol por volumen.